# José Adrião Arquitectos
José Adrião Arquitectos (jaa), é um ateliê de arquitectura português criado em 2003 pelo Arquiteto José Adrião da Costa Martins e sediado em Lisboa.

## Prémios e concursos
- — 2004 — Concurso para a Área Arqueológica do Vale do Ocreza, 1º Prémio.[1]
- — 2004 — Concurso para a Frente Ribeirinha de Alcoutim, Menção Honrosa, 5º Prémio.[1]
- — 2005 — MDLX (Edição nº23)[1]
- — 2005 — Concurso para o Mercado do Barreiro e Jardim Municipal, 1º Prémio.[1]
- — 2006 — Concurso outros Mercados, Menção Honrosa.[1]
- — 2006 — Concurso para Requalificação Praia dos Salgados/Galé, 1º Prémio.[1]
- — 2011 — Prémio Vasco Vilalva para a recuperação e valorização do património -  Recuperação e adaptação de edifício pombalino Fanqueiros, situado  na Baixa de Lisboa, no cruzamento da Rua dos Fanqueiros com a Rua da Conceição[2][3]
- — 2012 — Prémio FAD de Intervenções Efémeras - com "Magnólia" (intervenção feita na época natalícia de 2011, numa magnólia morta situada na Praça de Londres em Lisboa.[4][5]
- — 2012 — Prémio FAD de Interiores -  Recuperação e adaptação de edifício pombalino Fanqueiros.[6]
- — 2024 — Prémio Valmor 2020 - Reabilitação de edifício de habitação e comércio, Rua dos Douradores, 186, Lisboa.[7]
- — 2024 — Menção Honrosa do Prémio Valmor 2020 - Reabilitação da Casa Fernando Pessoa, Rua Coelho da Rocha, 16, Lisboa.[7]